# Rhysodesmus acolhuus
Rhysodesmus acolhuus är en mångfotingart som först beskrevs av Jean-Henri Humbert och Henri Saussure 1869.  Rhysodesmus acolhuus ingår i släktet Rhysodesmus och familjen Xystodesmidae. Inga underarter finns listade i Catalogue of Life.